# جيوفري بيرسون
جيوفري بيرسون هو كاتب سير ودبلوماسي كندي، ولد في 24 ديسمبر 1927 في تورونتو في كندا، وتوفي في 18 مارس 2008 في أوتاوا في كندا.